# دائرة صفيصيفة
دائرة صفيصيفة هي إحدى دوائر ولاية النعامة الجزائرية.